# Гізальба
Гізальба, Ґізальба (італ. Ghisalba) — муніципалітет в Італії, у регіоні Ломбардія,  провінція Бергамо.
Гізальба розташована на відстані близько 470 км на північний захід від Рима, 50 км на схід від Мілана, 13 км на південний схід від Бергамо.
Населення — 6155 осіб (2014).
Щорічний фестиваль відбувається 10 серпня. Покровитель — Святий Лаврентій.

## Демографія
Населення за роками:

Станом на 1 січня 2023 року в муніципалітеті офіційно проживав 741 іноземець з 35 країн, серед них 129 громадян країн Євросоюзу та 11 громадян України.

## Сусідні муніципалітети
- Кальчинате
- Кавернаго
- Колоньо-аль-Серіо
- Мартіненго
- Морніко-аль-Серіо
- Урньяно